# عبد الله ثاني جمعة
عبد الله ثاني جمعه لاعب كرة قدم إماراتي  من مواليد الشارقة 11/4/1982
لعب لنادي دبي و سجل له هدف في مرمى الجزيرة موسم 2004-2005
شقيق اللاعب علي ثاني مهاجم منتخب الإمارات و نادي الشارقة.